# Canhamela
Canhamela é uma comuna angolana. Pertence ao município de Caimbambo, na província de Benguela.